# Den stora kärleken (1952)
Den stora kärleken (italienska: Europa '51) är en italiensk dramafilm från 1952 i regi av Roberto Rossellini.

## Roller (urval)
- Ingrid Bergman – Irene Girard
- Alexander Knox – George Girard
- Ettore Giannini – Andrea Casati
- Giulietta Masina – "Passerotto"
- Sandro Franchina – Michele Girard
- Marcella Rovena – signora Puglisi
- Maria Zanoli – signora Galli
- William Tubbs – professor Alessandrini